# 海上保安庁の歴史
海上保安庁の歴史においては、海上保安庁の活動の歴史と組織の沿革を記す。

## 組織の沿革

### 不法入国船舶監視本部の創設
大日本帝国時代、日本周辺海域における法秩序の維持については、水上警察、税関、水産局、海運局、検疫所などの諸機関がそれぞれの主管に属する法令の励行にあたってきたが、いずれも実力強制の力が弱かったため、最後の実力行使の面は旧海軍に依存してきた。しかし1945年（昭和20年）の降伏に伴って日本は非軍事化され、海軍も掃海部隊を除いて解体された。
この結果、洋上法執行能力は著しく弱体化し、密貿易や不法入国が横行したほか、船内賭博のような刑法犯も盛んに行われ、海賊すら出現する状況に至っていた。瀬戸内海において、九州から鉄や石炭、木材などを積んで関西方面に向かう船がよく襲われたといわれる。また戦禍によって航路標識は壊滅し、船舶の構造および設備も劣悪化し、優秀船員も失われるなど、航海の安全を保つために必要な基礎は全て失われた。更には、日米両軍が敷設した機雷が日本近海の水路や主要港湾を覆い、多数の沈船や密航者が放棄した船舶とともに、船舶の航行を脅かしていた。海上保安庁の『十年史』で「暗黒の海」と表現される状況であった。
これに対し、政府は日本側の手による洋上法執行機関の創設を模索しており、運輸省に水上監察隊を設置する構想、農林省に海上監視隊を設置する案、大蔵省の税関を強化する案、旧内務省の警察組織を強化する案などが検討されていたものの、連合国軍最高司令官総司令部（GHQ/SCAP）としては、当初は日本の海運・造船・水産活動を厳しく制限する占領政策を採っており、日本海軍の復活への警戒感が根強かったこともあり、いずれも進展しなかった。
しかし1946年（昭和21年）初夏ごろより、朝鮮半島からの輸入感染症としてコレラが九州に上陸し、猛威をふるいはじめた。その流入ルートとして、不法入国や密貿易等が疑われたことから、同年6月12日、GHQは日本政府に対し不法入国取り締まりの権限を付与する旨の覚書を通達した。これを受け、7月1日、運輸省海運総局に不法入国船舶監視本部、その実働機関として九州海運局に不法入国船舶監視部が設置された。
不法入国船舶監視本部の発足の時点で、保有船舶はタグボート3隻と港務艇13隻のみ、武装は一切有していなかった。要員には取締業務の経験者は一人もおらず、また身分としては運輸省の技官であり、司法警察権が附与されていなかったため、出動時には武装警察官の同乗を依頼している状況であった。大久保武雄監視本部長は、第二復員局の船舶および通信施設の移管を申請したが、なかなか許可が出なかった。また同本部は不法入国船の監視を目的とするものであって、その他の海上保安業務は、従来どおり、警察、税関、検疫所、海運局、燈台局、水路部、第二復員局などの各機関がそれぞれ独立しておこなっていたために、極めて不経済かつ不合理であった。

### 海上保安庁の創設

#### ミールス大佐による勧告
GHQ/SCAP側も日本の沿岸・港湾警備に課題があることを認識し、1946年2月、アメリカ沿岸警備隊よりフランク・M・ミールス大佐を招聘して、課題の洗い出しと対策の策定を求めていた。ミールス大佐は、自らが所属するアメリカ沿岸警備隊をモデルとした水上保安組織の設置を構想しており、マクドーナー中尉を帯同して日本各地の主要港湾などを丹念に視察したのち、運輸省海運総局がその設置母体として適当であると結論し、GHQ/SCAPにレポートを提出するとともに日本側にも助言を行った。この時期、日本側からGHQ/SCAP内部の事情を窺い知ることは困難だったため、この助言は非常に貴重なものであった。特に、コートニー・ホイットニー准将以下の民政局（GS）が日本の軍備再建を非常に警戒していることをほのめかし、これを刺激しないように勧告したことは重要であった。
ミールス大佐の意向を反映して、1946年5月16日、海運総局では「水上保安制度確立に関する件（案）」を作成した。しかしこの案は、水上警察や水上消防、漁業監督など広範囲に渡る業務を一手に取り仕切ろうとしたものであり、大蔵省、農林省、内務省など関係省庁の抵抗が強く、調整には時間を要した。特に大蔵省は、戦時中の業務統合の際に税関を海運総局の下に入れられたことを根に持って、政治家を動かして、この機会に運輸省自体の解体をも計画しているとも言われた。運輸省側はこれらの政治家を根気強く訪ね歩いて説得し、理解を得ていった。
これらの調整を経て、1947年5月22日の次官会議において、運輸省に海上保安機関を設置する案が正式に採択された。政府は閣議の了解を経て、直ちにGHQ/SCAPに対して実施を許可するよう申請した。

#### GHQ/SCAPにおける議論
GHQ/SCAPにおいて、海上保安業務を直接に管轄するチャールズ・ウィロビー少将指揮下の参謀第2部（G2）は日本側の提案を速やかに承認したものの、ミールス大佐が示唆したとおり、GSの反対を受けた。GSは、特に「組織的で、よく訓練を受けた制服着用の軍隊が、規模の制限もなく設置されること」「速力や武装の制限もない上に、排水量1,500トンもの船艇を使って領海外の公海上で活動させること」を問題視していた。9月23日には海上保安機関の設置を許可する連合国最高司令官指令が発出されたものの、その設置の方法についてはなお討議が続いた。同年末にはG2とGSとの間で討論が行われ、またミールス大佐は、日本政府に対して「アメリカ、イギリス、フランスおよびソ連、特にソ連は海上部隊についての詳細な期待条項の含まれていない海上部隊設置法案は、どんなものでも、盲目的に承認しようとしていない」と伝えた。これらのことを考慮して、日本政府は、下記の6項目の制限を受け入れた。
1. 職員総数1万名を超えない
2. 船艇125隻以下、総トン数5万トン未満
3. 各船艇1500排水トン未満
4. 速力15ノット未満
5. 武装は海上保安官の小火器に限る
6. 活動範囲は日本沿岸の公海上に限る

また草案の時点では「7.6センチ砲の搭載」が盛り込まれており、G2の内諾も受けていたが、これを含む草案全文が一部の新聞に掲載されて問題になった結果、巡視船に武装を行うことを断念するとともに、海保の軍隊的性格を明文で否定する条項（後の海上保安庁法第二十五条）が盛り込まれることになった。これは、下記の通り他国から海保創設への反対論が生じ始めていたことから、これに対する予防線としての効果を期待したものであった。
1948年2月12日、日本政府代表者（終戦連絡中央事務局次長）がGHQ/SCAPに呼ばれ、海上保安庁法案を提示されてその実施を要求された。内閣審議室および終連は直ちに関係省との調整に入り、3月18日には次官会議において具体的に関係省庁間の協力要領を決定、同月25日には、海上保安庁を急速に設置する必要性に鑑みて、内閣総理大臣の監督のもとに海上保安庁設置準備委員会を置くことを決定した。海上保安庁設立の最終案は芦田内閣によって承認され、4月15日、国会を通過した。

#### 国際的議論を経ての創設
一方、上記のスクープ以降、極東委員会や対日理事会において、ソビエト連邦をはじめとする各国代表の態度がにわかに硬化しはじめた。1948年4月22日にワシントンD.C.で開催された極東委員会において、ニュージーランド代表は、海上保安庁関連法案が極東委員会の対日非武装政策に違背していると批判し、オーストラリアもこれに同調した。ニュージーランド代表は、極東委員会が海上保安庁法案を廃案できる権限を持つべきという草案を提出し、これに対して反対したのはアメリカのみで、ニュージーランドのほかオーストラリア、中華民国、フランス、フィリピンが賛成、イギリス、カナダ、インド、オランダ、そしてソ連が棄権した。イギリス、特に海軍本部はもともと日本に沿岸警備程度の能力を認める方針でいたため、イギリス連邦内の連帯性の欠如に衝撃を受け、オーストラリア・ニュージーランド両政府に対し、海上保安庁に厳しい制限を課することを説明するとともに、イギリスがアメリカと協調する意思を伝えた。
その後、同月28日に東京で開催された対日理事会でも、オーストラリアは海上保安庁法案を問題にすることを要望していたが、同理事会ではイギリス連邦としての代表（パトリック・ショー）が1名のみ出席する形であったため、イギリス外務省からの命令により、反対のトーンはかなり弱くなった。中国代表（商震上将）は「日本海軍部隊の再興」を防ぐべきと要請した。ソ連代表（アレクセイ・パヴロヴィチ・キスレンコ少将）は、極東委員会が承認するまで海上保安庁関連法の実施を差し止めることを求めたが、同委員会では海保について何らの政策決定も下していなかったことから、ダグラス・マッカーサー元帥の判断によって無視された。また上記の海上保安庁法第二十五条の存在によって、キスレンコ少将は海保が軍事組織ではなく警察組織であることを認めざるを得なくなり、アメリカ側を満足させた。
このように、直前に至るまで国際的な論議の的となっていたものの、4月27日には海上保安庁法が公布され、5月1日には海上保安庁が正式に発足した。これに伴い、不法入国船舶監視本部は発展的解消を遂げた。また第二復員局から掃海業務を引き継いでいた海運総局の掃海管船部掃海課（田村久三課長）も、保安局掃海課として海上保安庁に移管された。

### 海上警備隊と海上公安局法を巡る変遷

#### 海上警備隊の創設
1950年6月に朝鮮戦争が勃発すると日本国内の治安の確保が重要になり、7月8日に「警察力増強に関するマッカーサー書簡」が発せられたが、これには警察予備隊の創設とともに海上保安庁の増強も盛り込まれていた。従来の海上保安庁法には、上記の制限に従って職員総数と船舶隻数、その全トン数の制限規定が盛り込まれていたが、10月23日、マッカーサー書簡に基づいて「海上保安庁法等の一部を改正する政令」（政令318）が制定されて、職員総数は18,000名、船舶の隻数は200隻、また合計トン数は8万排水トンへと緩和された。また強化策の一環として、海上保安大学校、海上保安学校および海上保安訓練所が設置された。
また1950年10月には、極東海軍司令部参謀副長（DCSTFE）アーレイ・バーク少将より、ソ連海軍から返却されたあと横須賀港に係留されているタコマ級フリゲート（PF）を海上保安庁に提供してもよいとの申し出があった。ただしトルーマン大統領は、これを用いて海上保安庁にアメリカ沿岸警備隊と同様の軍事的性格を付与することを構想していたのに対して、アメリカ極東海軍はこれを海軍そのものを再建するための礎と捉えており、野村吉三郎元海軍大将など海軍再建を志向する旧海軍軍人とともに、その方向で動き出していた。
平和条約の発効直前の1952年4月26日、これらの軍艦を運用するため、海上保安庁の附属機関として海上警備隊が設置された。これは海上保安庁の在来の勢力とは異なり、平時においてはひたすら訓練を重ね、海上における人命もしくは財産の保護または治安の維持のため緊急の必要がある場合に満を持して出動するための部隊であり、機動的予備隊のような性格をもつものと位置付けられた。またこの際の海上保安庁法の一部改正により海上保安庁の規模についての制限が撤廃されるとともに、航空機の保有についても規定が置かれた。

#### 海上公安局の検討
平和条約が発効すると、警察予備隊と海上警備隊およびこれと密接な関係のある海上の警備救難業務を統合して一体的運営を図るため、保安庁を設置することが検討されるようになった。当初の計画では、保安庁の設置にあわせて海上保安庁は解体され、海上における警備救難業務は保安庁に新設する海上公安局に移すほか（保安庁法及び海上公安局法）、海事検査部の所掌事務および海上交通の保安に関する事務は運輸省の各局に分属させ、水路部、燈台部、海上保安審議会および水先審議会は、それぞれ運輸省の附属機関とすることになっていた。
しかし第13回国会で海上公安局法案を審議する過程で、「防衛的性格を有する部隊を中心とする機関と、行政事務を所掌する機関とを同一の組織のもとにおくことは行政組織の常識に反する」「海上保安庁の船舶は純然たる非軍事的公船であるのに、保安庁のもとに入ることで軍艦に準ずるものであるとの印象を与え、李承晩ライン等において外国官憲と摩擦を生ずるおそれがある」「警備救難業務と燈台・水路業務とを切り離すため、海上保安行政の統一が保たれなくなる」など、多くの疑問点が指摘された。この結果、海上公安局法案は同国会を通過し、1952年7月31日に公布されたものの、その施行は別に法律で定める日まで延期されることになった。従って、保安庁の発足に伴って海上保安庁において行われた組織改正は、海上警備隊および航路啓開所の業務を保安庁に移すとともに海事検査部の業務を運輸省に引き継ぎ、水先審議会および海難審判理事所をそれぞれ運輸省および海難審判庁の附属機関として移管したのみで、海上保安庁は従来どおり海上保安行政を統一的に行う機関として存続することになった。
その後、1953年にも、行政改革の一環として海上保安庁を保安庁の外局とすることが検討されたが、この際には、受け入れ側である保安庁が「保安庁法の改正によって、警察組織というより防衛組織へと移行している現状で、いわば海上警察である海上保安庁を組み入れることは、異質のものを持つことになるため、好ましくない」と反対の態度を表明した。また運輸省・海上保安庁も従来と同様の理由によって反対したほか、水産業界も、保安庁に移管されると軍事が優先されて海上保安業務が二義的業務とされることが予測されるとの理由で反対した。このように各方面の反対が強かったため、結局、海上保安庁の保安庁への統合案は取りやめとなり、1954年7月1日、保安庁が防衛庁（現在の防衛省）に改組され、防衛庁設置法が施行されるのに伴い、海上公安局法は、施行されないままに廃止となった（防衛庁設置法附則第2項）。

### 年表
- 1946年（昭和21年）

7月1日：前身として、運輸省海運総局に不法入国船舶監視本部を設置。
- 1948年（昭和23年）

5月1日：運輸省の外局として、海上保安庁設置。
長官官房、保安局、水路局、燈台局の1官房3局の構成。
全国9か所に海上保安本部設置。本部の名称には設置場所の地名を冠称。
- 1948年（昭和23年）

5月12日：旧海軍省庁舎にて業務開始。5月12日は開庁記念日とする。
- 1949年（昭和24年）

1月1日：船舶検査業務を運輸省から移管。
6月1日：海上保安庁長官を補佐する職として海上保安庁次長を設置。
内部部局は長官官房、警備救難部、保安部、水路部、燈台部の1官房4部の構成。
海上保安学校設置。所在地は母体の海上保安教習所、水路技術官養成所、燈台官吏養成所がそれぞれあった東京都江東区越中島、神奈川県茅ヶ崎市、横浜市に分散。
- 1950年（昭和25年）

6月1日：シーマン系のトップとして、海上保安庁次長の同等職たる警備救難監を設置。
長官官房を総務部、保安部を海事検査部にそれぞれ改称するとともに、船舶技術部を新設し、本庁は6部構成。
全国の海域を第一海上保安管区から第九海上保安管区に分け、海上保安本部の名称を地名から管区名（番号名）に改称。
11月1日：海上保安学校から初任訓練を分離し、広島県呉市に海上保安訓練所を設置。
- 1951年（昭和26年）

4月1日：海上保安大学校を東京都江東区越中島に設置。
海上保安学校は京都府舞鶴市に移転統合。
- 1952年（昭和27年）

4月26日：本庁に経理補給部を新設し、7部構成。
同日に「海上保安庁法の一部を改正する法律」（昭和27年法律第97号）の公布・即日施行により、海上警備隊を設置。
5月1日：海上保安大学校を広島県呉市に移転。
7月31日：保安庁法（昭和27年法律第265号）が公布、第27条で保安庁に海上公安局を置くとされ、海上公安局法（昭和27年法律第267号）も公布される。海上保安庁の海上警備隊職員は保安庁の警備官（後の海上自衛官）になる。
8月1日：海上警備隊を保安庁所管の警備隊として分離。
船舶検査業務は運輸省船舶局に移管し、海事検査部は廃止して6部構成。
- 1954年（昭和29年）

7月1日：防衛庁設置法（昭和29年法律第164号）附則第2項により海上公安局法の廃止
- 1955年（昭和30年）

4月1日：海上保安訓練所を廃止し、業務を海上保安学校に統合。
- 1957年（昭和32年）

4月4日：水路部を除く本庁を旧海軍省庁舎から中央合同庁舎第1号館（現農林水産省）南棟に移転。
- 1962年（昭和37年）

1月1日：第七管区から分離して第十管区を新設。
- 1972年（昭和47年）

5月15日：沖縄復帰に伴い、第十一管区（旧琉球海上保安庁）を新設。
11月27日：水路部の新庁舎が東京都中央区築地に竣工。
- 1973年（昭和48年）

1月22日：水路部を除く本庁は、運輸省が入居する霞が関合同庁舎第3号館の増設階に移転。
- 1979年（昭和54年）

10月9日：海上保安学校に、初の女性学生9名が入校。
- 1984年（昭和59年）

7月1日：本庁の経理補給部と船舶技術部を統合し、装備技術部を設置して5部構成。警備救難部の所掌事務のうち、通信設備、航空機に関する業務は装備技術部に移管。
- 1988年（昭和63年）

4月1日：海上保安庁創設40周年を記念し、海上保安庁音楽隊が発足。その後2004年3月末までの演奏実績は387回を数える。
- 1997年（平成9年）

9月3日 - 内閣に設置された行政改革会議は、海上保安庁を国家公安委員会に移管する中間報告を決定。
12月3日 - 行政改革会議は最終報告において、海上保安庁の国家公安委員会移管案を撤回。
- 1998年（平成10年）

創設50周年。マスコット「うみまる」を制定。
- 2000年（平成12年）

4月1日：海上保安庁の英語表記を Maritime Safety Agency of Japan から Japan Coast Guard に改称。
- 2001年（平成13年）

1月6日：中央省庁再編により、国土交通省の外局となる。
- 2002年（平成14年）

4月1日：水路部を海洋情報部に改組。マスコット「うみまる」の妹「うーみん」を制定。
- 2003年（平成15年）

4月1日：警備救難部から航行安全業務を分離して燈台部と統合し、交通部に改組。
- 2007年（平成19年）

1月1日：統制通信事務所を廃止。

## 活動年表

### 警備任務等
- 1948年（昭和23年）

5月1日：海上保安庁発足。
- 1949年（昭和24年）

12月12日：旧海軍特務艦「宗谷」（後の南極観測船）が海保に編入される。当時の海上保安庁では最大の船であった。当初は灯台補給船、後に巡視船として活躍し、1978年の退役まで海上保安庁を代表する船として広く親しまれた。
- 1950年（昭和25年）

特別掃海隊が朝鮮半島へ出動。10月17日に、そのうちの掃海艇「MS14」が元山沖で機雷に接触して沈没した。乗員1名が殉職し、2名が重体、5名が重傷、11名が軽傷を負った。この際死亡した烹炊長中谷坂太郎は日本最後の戦死者である。
- 1952年（昭和27年）

9月24日：第五海洋丸の遭難発生。明神礁において海底火山の観測を行っていた測量船、「第五海洋丸」が海底火山の噴火に巻き込まれて遭難する。調査員9名、乗員22名が殉職。
- 1953年（昭和28年）

8月8日：ラズエズノイ号事件発生。北海道猿払村知来別沖において、漁業巡回船に偽装したソビエト連邦工作船「ラズエズノイ」が、日本国内に潜入した工作員を収容するために日本領海を侵犯した現場を、第一管区稚内海上保安署の巡視船「いしかり」「ふじ」が発見。「ふじ」は、停船命令を無視して逃走した「ラズエズノイ」に射撃を行い、船体に命中。「ラズエズノイ」を強制的に停船させ乗組員全員を検挙した。ソ連は正式に陳謝した。
8月9日：神奈川県鎌倉市由比ガ浜の海岸に海上保安庁のヘリコプターが墜落。乗員と海水浴客2人が死亡、重軽傷者13人。
- 1954年（昭和29年）

4月21日：竹島に接近した巡視船3隻、独島義勇守備隊から攻撃を受け、損傷被害を受ける。
- 1956年（昭和31年）

11月8日：巡視船「宗谷」による南極地域観測支援業務を開始。翌年1月に東オングル島に昭和基地を建設し日本の南極観測事業の礎を築く。その後1962年までに通算6回の観測支援業務を遂行。
- 1959年（昭和34年）

日本赤十字社、列車、船舶などを爆破するために侵入しようとした韓国工作員の上陸を阻止した（新潟日赤センター爆破未遂事件）。
- 1962年（昭和37年）

4月17日：巡視船「宗谷」、第6回南極観測事業を終え東京港日の出桟橋に帰投。以後宗谷は南極観測を海上自衛隊の「ふじ」に引き継ぎ日本近海で巡視船として活躍する。
- 1970年（昭和45年）

4月14日：北朝鮮工作員のものとみられる不審船による不審船発砲事件。また、この頃より日本人拉致が激化するが阻止できず。
- 1979年（昭和54年）

5月17日：尖閣諸島魚釣島に仮設ヘリポートを設置するため、第一管区海上保安本部釧路海上保安署所属の巡視船「そうや」を派遣。仮設ヘリポートは、後に中華人民共和国の抗議があったため撤去された。
- 1989年（平成元年）

東シナ海を航行中のパナマ船籍の鉱石運搬船内で船員が暴動を起こす事件が発生し、所轄の第十一管区のほか、ちょうど管内にいた第七管区の特警船や海警隊も出動して暴動を鎮圧。
- 1992年（平成4年）

11月7日：フランスから日本へプルトニウムを輸送するため、プルトニウム輸送船「あかつき丸」がシェルブール港を出航。横浜海上保安部所属の世界最大の巡視船「しきしま」の護衛をうけ、約60日間かかって無事海上輸送が行われた。「あかつき丸」には特殊警備隊SSTの前身部隊が13名乗り組んでいた。乗り組みの事実は当時、秘密であったが、後に判明する。
- 1996年

5月11日：特殊警備基地の設置及び特殊警備隊 (SST) が創設される。
- 1999年（平成11年）

3月23日：能登半島沖の日本領海内に北朝鮮のものとみられる不審船が侵入する事件が発生。巡視船に特殊警備隊の隊員も乗船して追跡を行ったが、船速の違いから追跡を断念、海上自衛隊に追跡任務を引き継ぐ。（能登半島沖不審船事件）
8月30日：東ティモールでインドネシアからの独立を問う住民投票が行われる。住民投票後の暴動に備え、邦人保護の名目でヘリコプター2機搭載型の巡視船「みずほ」をディリ沖に派遣。
- 2000年（平成12年）

5月1日：緊急通報用電話番号「118番」運用開始。
- 2001年（平成13年）

12月22日：九州南西海域工作船事件発生。威嚇射撃したのち不審船の反撃を受ける。銃撃戦の末、北朝鮮工作船は自爆し沈没した。交戦において、巡視艇が被弾して日本の海上保安官3名が負傷した。北朝鮮側の工作員は20数名が死亡した。後に、東シナ海沖の中国のEEZ（経済水域）内に沈没した工作船が引き揚げられた。
- 2003年（平成15年）

2月1日：海上保安庁公認、日本財団の助成の下、ボランティア自警団海守が発足。
- 2004年（平成16年）

11月10日：漢級原子力潜水艦領海侵犯事件発生。海上自衛隊と共に中国海軍所属の091型原子力潜水艦の追跡を行い、所属航空機が潜水艦の写真撮影に成功したが、対潜水艦ゆえに海上保安庁の能力では必要な対策が出来ず、海上警備行動の発令となった。
- 2005年（平成17年）

5月31日：対馬沖の日本の排他的経済水域 (EEZ) を韓国の漁船「502シンプン」が侵犯。第七管区海上保安本部所属の巡視艇2隻が、臨検のため「502シンプン」を停船させたが、当該船は、臨検のために乗り移った保安官2名を乗せたまま韓国側EEZへ逃走。追跡した巡視艇7隻が、韓国蔚山沖で漁船員の引渡しを求めて韓国海洋警察庁の巡視艇6隻と39時間に渉って海上で対峙。結局、漁船のEEZ侵犯を認める代わりに身柄を韓国側に引き渡されるという灰色決着になった。
12月6日：韓国海洋警察庁が海上保安庁に対し、日本領海における捜査権の譲渡を要求したが、海上保安庁は「捜査権の譲渡は主権侵害にあたる」として拒否した。
- 2006年（平成18年）

4月14日：海上保安庁は、竹島周辺の排他的経済水域での海洋調査を、国際水路機関 (IHO) に通報した。これは、韓国政府が竹島周辺海域の海底地名を日本名から韓国名に変える発議を同年6月のIHO総会で行う観測が流れたために、対案を提出するために行うというものであった。海上保安庁では4月18日に測量船「海洋」「明洋」を出航させて境港沖に待機させ、工作船事件の教訓から配備されたPL型「あそ」を後詰めとして派遣した。対する韓国海洋警察庁は、竹島周辺海域警備任務の為に導入した6,350トンの軍艦仕様の大型巡視船「参峰（サンボン）号」を始めとして警備艇20隻を竹島周辺に展開させ、特殊部隊である海洋警察特別攻撃隊を投入して拿捕を行うと宣言した。それに対して日本政府は、政府船舶の拿捕は国際法違法であり、拿捕すれば直ちにIHOに提訴するとした。結局、韓国がIHO総会で地名変更の発議をしない代わりに、日本は海洋調査を行わないということで決着になった。
- 2008年（平成20年）

1月15日：「シーシェパード」が日本の調査捕鯨船の活動を妨害し、酪酸入り瓶を投擲され乗務員が負傷する事件が発生。この事件を受け日本鯨類研究所の調査捕鯨船「第二勇新丸」にエコテロリスト対策として海上保安官が乗船し、警備を担当した。
12月8日：尖閣諸島周辺海域における中国船による領海侵入を初確認。
- 2009年（平成21年）

3月9日：ソマリア沖に派遣される海上自衛隊の護衛艦に同乗し司法警察職務を行う海上保安官8名からなる派遣捜査隊の任命式が行なわれる。
3月14日：海上保安官が護衛艦2隻に同乗し呉港から出発する。初のソマリア沖海賊の対策部隊派遣。
- 2010年（平成22年）

8月8日：香川県仲多度郡多度津町佐柳島沖でパトロール及びデモ飛行を行っていた第六管区海上保安本部所属のヘリコプター「あきづる」（ベル412EP型）が墜落し、乗員5名全員が死亡した。（詳細は佐柳島沖海保ヘリ墜落事故を参照）
9月7日：尖閣諸島周辺の領海内で違法操業していた中国のトロール船が巡視船「みずき」「よなくに」に衝突し逃走。8日にトロール船に強行接舷して船長を公務執行妨害容疑で逮捕した。（詳細は尖閣諸島中国漁船衝突事件を参照）
- 2012年（平成24年）

8月16日：香港活動家尖閣諸島上陸事件が発生。
8月19日：日本人活動家尖閣諸島上陸事件が発生。
9月14日 〜 9月24日
9月11日の日本の尖閣諸島国有化を受けて、9月14日に過去最多となる中国の公船6隻が同時に尖閣諸島の領海を侵犯。15日には中国の各都市で過去最大規模の反日デモが発生し、日中のメディアが16日以降に中国の漁業監視船「漁政」が漁船1,000隻を引き連れて尖閣海域で漁をすると報じたことから、海上保安庁は創設以来最大規模となる巡視船（PS以上）50隻体制で尖閣諸島を警備した。50隻は修理中でない稼動可能なPS型以上巡視船の約半数である。18日には中国の公船12隻が接続水域に侵入し3隻が領海侵犯したが、1,000隻の漁船の領海侵犯は起こっていない。以後、中国公船が接続水域を徘徊し続け、24日には2隻の「海監」が領海侵犯した。
9月25日：台湾海巡署の巡視船12隻と漁船約40隻が同時に尖閣諸島の領海を領海侵犯し、これに対して海保の巡視船約30隻が放水をするなどして領海から退去するよう警告した。
12月23日：尖閣諸島上空で領空侵犯している中国国家海洋局所属のY-12航空機を巡視船が視認、航空無線機にて国外退去を要求し、直ちに防衛省へ通報した。（中国機尖閣諸島領空侵犯事件）
- 2014年（平成26年）

10月末 ～ 12月
小笠原諸島と伊豆諸島周辺の日本の領海と排他的経済水域（EEZ）で希少な宝石サンゴを狙う中国の密漁船がこれまでで最多となる212隻確認された。11月21日に該当海域に巡視船を大幅に増勢できたことから積極的な摘発を開始し、12月21日までに10人の中国人船長を逮捕した。このうち4人が外国人漁業規制法違反となる領海内操業容疑であった。（中国漁船サンゴ密漁問題）
- 2017年（平成29年）

11月
北海道南部の松前町の沖で北朝鮮の朝鮮人民軍第854部隊所属の木造漁船を巡視船が発見し、函館港沖に曳航した。その際に木造船の乗組員は証拠隠滅を図り家電製品などを海に投棄していたが、それは当時無人の渡島小島の小屋などから盗んだものだった。12月8日に木造船は巡視船と繋がれていたロープを切断し函館港沖を1時間余りにわたって逃走したが、追いかけてきた別の巡視船艇が取り囲み阻止した。
- 2021年 (令和3年)

7月〜9月
東京2020大会にて全国から巡視船艇が選手村や競技会場周辺に集結し警備を実施。

### 海難救助等
- 1954年（昭和29年）

9月26日：洞爺丸台風により青函連絡船5隻（洞爺丸、北見丸、十勝丸、第十一青函丸、日高丸）が沈没し、1,430名が死亡（洞爺丸事故）。
- 1959年（昭和34年）

9月26日：伊勢湾台風により11,027隻が遭難。S-55による救難飛行を実施。
- 1965年（昭和40年）

10月7日：マリアナ海域漁船集団遭難事件により日本の漁船が多数沈没。死者1名、行方不明者208名の大惨事となる。これを機に、長距離での救難任務が求められ、YS-11やいず型巡視船の導入が決定する。
- 1966年（昭和41年）

3月5日：全日空羽田沖墜落事故の捜索活動で出動したが、ヘリが墜落して乗員3名が殉職した。
- 1970年（昭和40年）

3月16日:漁船19隻が択捉島単冠湾で遭難。巡視船「宗谷」、「だいおう」、「えりも」、「りしり」が救難に当たる。これを機に第一管区海上保安部内に流氷情報センターが設置され、流氷観測、通報体制が強化されることになった。
- 1974年（昭和49年）

11月9日：LPGタンカー「第十雄洋丸」とリベリア籍貨物船「パシフィック・アレス」が東京湾にて衝突、約20日間に亘り炎上。消防船「ひりゆう」、「しようりゆう」が消火に当たるも、第十雄洋丸は火災、爆発を繰り返しながら漂流を始め二次災害の危険が増したため、海上自衛隊に処分を依頼。艦砲射撃や魚雷などによる撃沈処分が行われた（第十雄洋丸事件）。
- 1983年（昭和58年）

9月1日：大韓航空機撃墜事件発生。その後約2ヶ月に亘り大規模な海上捜索を実施。
- 1990年（平成2年）

8月20日：樺太に住む当時3歳の男児コンスタンチン・スコロプイシュヌイが全身に大やけどを負う。サハリン州知事からの救助要請を受けて千歳航空基地所属のYS-11A「おじろ」が、日本の航空機としては戦後初めて宗谷海峡を越えて、コンスタンチンをユジノサハリンスク・ホムトヴォ空港から丘珠空港まで緊急搬送。
- 1997年（平成9年）

1月2日：ロシア籍タンカー「ナホトカ」海難流出油災害発生。当該船は破断事故の末沈没し、C重油約6,140klが流出。（ナホトカ号重油流出事故）
7月2日：パナマ籍タンカー「ダイヤモンド・グレース」座礁油流出事故発生。東京湾において座礁した当該船より原油約1,550klが流出。
- 1999年（平成11年）

10月22日：日本の会社が所有する大型貨物船「アランドラ・レインボー」が海賊に襲撃され行方不明となる事件が発生。船会社から通報を受けた海上保安庁は、鹿児島海上保安部所属の巡視船「はやと」とファルコン900航空機を派遣。フィリピン沖からマレーシア東岸にかけての南シナ海全域を捜索。
- 2000年（平成12年）

12月00：宮城県金華山はるか沖で、シンガポール船籍タンカーの乗員が重篤の状態になる。釧路海上保安署所属のPLH型巡視船「そうや」と塩釜海上保安部所属のPLH型巡視船「ざおう」が救助に向かう。搭載ヘリコプターの能力では本土まで直接搬送が不可能な沖合であったが、2隻の巡視船の協同対処により、初の「飛び石搬送」による急患搬送を行った。
- 2003年（平成15年）

7月2日：玄界灘海難事故発生。
- 2004年（平成16年）

10月20日：海王丸II世の座礁事故発生。翌21日、台風23号による荒天の中、乗員乗組員併せて167名が無事に救助された。
- 2009年（平成21年）

10月28日：伊豆諸島の八丈島近海で乗組員8人が行方不明となった漁船、第1幸福丸（鎮西町漁協所属）の捜索行い、八丈島付近で転覆した当該漁船を発見、船内から乗組員3人を救出した。
- 2011年（平成23年）

3月11日：東北地方太平洋沖地震発生。それにともなう東日本大震災に対応する。
被災状況:仙台空港内の仙台航空基地が津波で被災し、建物・航空機が浸水。沿岸の保安署などが津波の浸水被害を受ける。巡視船まつしまが津波を乗り越え、その映像が後日公開される。
災害対策活動:広大な被災地域において他機関と連携して生存者の救出活動を行いつつ、海上部における行方不明者の捜索活動を行う。漂流船舶の回収等も行う。海上自衛隊とともに、福島第一原子力発電所事故の影響がある福島第一原子力発電所周囲10キロ圏内の捜索も行う。
復旧復興活動:平成23年度海上保安庁関係補正予算にて、被災した航空基地や航路標識の復旧や活動経費等に166億円。6月11日より国土交通省とともに海底地形の調査を開始する。
- 2015年（平成27年）

9月10日：茨城県常総市や宮城県内において、平成27年台風第18号に伴う大雨で大規模水害が発生。特殊救難隊や機動救難士が孤立した住民の救助活動に当たり、茨城県で99名、宮城県で8名の計107名の住民を救助した。
- 2024年（令和6年）

1月2日：羽田空港地上衝突事故発生。